# Беглянки
«Бегля́нки» — мелодраматическая комедия режиссёра Юсупа Разыкова. Премьера состоялась 14 ноября 2007 года.

## Сюжет
Главные героини фильма — две девушки, которые случайно встречаются друг с другом. Аня — известная московская телеведущая, а Нюра — внучка известной деревенской ведьмы. Обе девушки испытывают проблемы: Аня попала в криминальную историю, связанную с кражей из аптеки, а Нюра навела порчу на соседку. Обе девушки решают бежать от своих проблем.
Встречаются Аня и Нюра на автомобильной дороге. Их останавливает раненая утка, которую они хотят отвезти в заповедник. В процессе этой транспортировки девушки ссорятся и мирятся, кроме того, к ним присоединяются попутчики. Но цель их общения, всё-таки, достигнута — они решают, как им жить дальше.

## В ролях
| Актёр              | Роль         |
| ------------------ | ------------ |
| Екатерина Гусева   | Аня          |
| Ирина Рахманова    | Нюра         |
| Егор Бероев        | Вадим        |
| Алексей Вертков    | Гриша        |
| Алиса Гребенщикова | Полина       |
| Кирилл Плетнёв     | Вася         |
| Иван Рыжиков       | 1-й помощник |
| Павел Деревянко    | Веня         |

## Производство
- Кинокомпания ЮНИФОРС в содружестве с кинокомпанией ТВИНДИ при поддержке Федерального агентства по культуре и кинематографии
- Продюсер: Дина Ким
- Режиссёр-постановщик: Юсуп Разыков
- Автор сценария: Юсуп Разыков при участии Виктории Евсеевой